# 次元艦隊角色列表
次元艦隊角色列表是對日本漫畫家川口開治的作品《次元艦隊》的登場人物的介紹。

## 登場人物

### 主角
- 角松洋介（かどまつ ようすけ）
  - 聲：稻田徹 ／入野自由【少年時代】、上村祐翔【8歲時】
  - 本作品的主角，長崎縣佐世保市出生，血型 A 型，35歲。
  - 在防衛大學內海上自衛隊幹部候補生學校擔任學生長，和同期的尾栗康平和菊池雅行一樣，都是屬於傑出人物。受到海上自衛隊軍人的父親洋一郎的影響，也成為自衛隊一份子。
  - 日本海上自衛隊第一護衛隊群巡洋艦「未來號」（艦號為DDH-182）的副艦長兼船務長（艦務長）；艦長梅津一佐因故離艦後，任職艦長。階級為二等海佐。
  - 隨著厄瓜多陷入區域紛爭，為了保護當地的日僑，前往厄瓜多以聯合軍事演習名義執行護衛僑民的任務。然而，在中途島海域，遇到時間空間扭曲，捲進過去。
  - 在未來號於新的歷史時間線的橫須賀補給期間拜訪經營木工用品店的祖父，然而從口中得知他的父親在拜訪的三天前遇上交通事故喪生，導致這個新的歷史無法跟他所在的未來連結。
  - 於故事結尾被美軍俘獲並成為未來號唯一的幸存者。之後改名丹尼·松岡（英語：Danny Matsuoka）並留居美國。
- 草加拓海（くさか たくみ）
  - 聲：東地宏樹
  - 大日本帝國海軍聯合艦隊參謀，階級為少佐。

### 海上自衛隊‧飛彈護衛艦「未來」成員
- 梅津三郎（うめづ さぶろう）
  - 艦長。階級為一等海佐。

第一分隊「砲雷科」
- 菊池雅行（きくち まさゆき）
  - 砲雷科炮雷長。階級為三等海佐。
- 桐野
  - 砲雷科一員。階級為一等海尉。
- 青梅篤志（おうめ あつし）
  - 砲雷科一員。階級為一等海曹。
- 米倉薫（よねくら かおる）
  - 砲雷科一員。階級為一等海尉。

第二分隊「船務科・航海科」
船務科
- 立花
  - 船務科通訊士。階級為二等海尉。
- 麻生保（あそう やすし）
  - 船務科掌帆長階級為海曹長。
- 荻島
  - 船務科通訊士。階級為一等海曹。
- 柏原秀行（かしわばら ひでゆき）
  - 階級為一等海尉。
- 梨田
  - 階級為一等海曹。
- 榎本一志（えのもと かずし）
  - 階級為二等海曹。

航海科
- 尾栗康平（おぐり こうへい）
  - 航海長。階級為三等海佐。
- 柳一信（やなぎ かずのぶ）
  - 航海科一員。階級為一等海曹。
- 杉本直人（すぎもと なおと）
  - 航海科一員。階級為一等海曹。
- 篠原
  - 航海科一員。階級為一等海尉。

第三分隊「機關科」
- 櫻井一彥（さくらい）
  - 日本海上自衛隊第一護衛隊群護衛艦「未來號」機關科一員。階級為一等海士。

第四分隊「補給科・衛生科」
- 桃井佐知子（ももい さちこ）
  - 衛生科一員。階級為一等海尉。
  - 在未來成員裡唯一的女性。

第五分隊「飛行科」
- 佐竹守（さたけ まもる）
  - 飛行長。階級為一等海尉。
  - 死於保衛「未來號」。由於美軍跳彈攻擊，駕駛「海鳥」和飛來的炸彈相撞。
- 森
  - 飛行科一員。階級為三等海尉。
- 林原克敏（はやしばら かつとし）
  - 飛行科一員。階級為三等海尉。
- 柿崎
  - 飛行科一員。階級為一等海曹。

非戰鬥員
- 片桐(配音：蘇振威(台灣))
  - 記者

## 大日本帝国

### 海軍
歷史上不存在的人物
- 津田一馬（つだ かずま）

- 大日本帝國海軍；海軍參謀部。階級為大尉。

- 瀧榮一郎（たき えいいちろう）

- 大日本帝國海軍；海軍參謀部第一部第一課。階級為中佐。

- 鴻上一輝

- 河本

- 如月克己（きさらぎ かつみ）

- 大日本帝國海軍；上海特務部的幹員。階級為特務中尉。

- 若竹

- 大日本帝國海軍；

- 立石良則（たていし よしのり）

- 大日本帝國海軍；第一海上護衛隊驅逐艦「島風」的艦長。階級為少佐。

- 島本

- 大日本帝國海軍「伊52號」的艦長。階級為大佐。

- 吉村次郎（ヨシムラジロウ）

### 大和號叛變的船員
- 鴻上一輝（こうがみ かずき）

- 倉本（くらもと）

- 野尻（のじり）

### 其他
- 角松洋吉（かどまつ ようきち）

- 角松洋一郎（かどまつ　よういちろう）

### 一起和草加創造新日本的夥伴
- 吉村次郎（よしむら じろう）

- 倉田万作（くらた まんさく）

### 真實的人
以下是現有的所有細節的人，也見鏈接名稱。
- 山本五十六（やまもと いそろく）

- 大日本帝國海軍；聯合艦隊司令。階級為大將。

- 米内光政（よない みつまさ）

- 前任 內閣總理大臣 海軍大臣 聯合艦隊司令長官。

- 黑島龜人（くろしま かめと）

- 大日本帝國海軍；連合艦隊總參謀

- 宇垣纏（うがき まとめ）

- 海軍軍令部參謀長

- 三川軍一（みかわ ぐんいち）

- 大日本帝國海軍；第八艦隊司令。階級為中將。

- 岡村徳長 （おかむら とくなが）

- 豐田副武（とよだ そえむ）

- 古賀峰一（こが　みねいち）

- 大野竹二 （おおの たけじ）

- 永野修身（ながの おさみ）

- 朝倉豐次

- 福留繁（ふくどめ しげる）

- 大日本帝國海軍；聯合艦隊參謀長。階級為中將。

- 角田覺治

- 岡敬純（おか たかずみ）

- 大西瀧治郎（おおにし たきじろう）

- 大日本帝國海軍；航空隊。階級為海軍少将。

- 伊藤整一（いとう せいいち）

- 大日本帝國海軍；。階級為海軍中将。

- 井上成美（いのうえ しげよし）

- 大日本帝國海軍；。階級為海軍大将。

### 陸軍
歷史上存在的人物
- 辻政信（つじ まさのぶ）

- 大日本帝國 ；

- 梅津美治郎（うめづ よしじろう）

- 大日本帝國 ；関東軍司令官。階級為大將。

- 瓜生外吉

- 大日本帝國 ；關東軍參謀大佐

- 穂積松年 （ほづみ まつとし）

- 大日本帝國 ；

- 岡村寧次（おかむら やすじ）

- 大日本帝國 ；

- 矢吹秀一（やぶき しゅういち/ひでかず）

- 大日本帝國 ；軍醫。階級為陸軍中将。

- 東條英機（とうじょう ひでき）

- 大日本帝國 ；內閣總理大臣兼陸軍大臣。階級為大將。

- 石原莞爾（いしわら かんじ）

- 大日本帝國 ；陸軍中將。

### 宮中
- 木戶幸一（きど こういち）

## 美國

### 海軍
- 亞歷山大·阿切爾·范德格里夫特（Vandegrift, Alexander A.）

- 海軍陸戰隊第一師。階級為師長。

- 雷蒙德·A·斯普魯恩斯（Raymond Ames Spruance）

- 美國海軍第5艦隊總司令

- 山謬·D·哈頓

- 死於「B17空中堡壘未來號」

- 法蘭克·J·弗萊徹

- 克拉克

- ONI遠東部門參謀。階級為少校。

- 恩尼斯特 J 金（William Frederick Halsey, Jr.）

- 威廉·哈尔西（William Frederick Halsey, Jr.）

- 哈利·康乃爾

- 马克·米切尔（Marc Andrew Mitscher）

- 瑞奇蒙德·特纳（Richmond K. Turner）

- 切斯特·威廉·尼米茲（Chester William Nimitz）

### 陸軍
- 道格拉斯·麥克阿瑟（Douglas MacArthur）

### 海軍陸戰隊
- （Alexander Archer Vandegrift）

### 政府領導人
- 小羅斯福（Franklin Delano Roosevelt）

- 第32任美國總統

- 里奧·帕斯波爾斯基

- 美國國務院特別助理

- 柯德·哈爾

### 其他
- 霍華休斯（Howard Hughes）

- 當代傳奇的富豪

## 滿洲國
歷史上存在的人物
- 愛新覺羅·溥儀（あいしんかくら ふぎ／アイシンギョロ プーイー）

歷史上不存在的人物
- 安藤

- 矢吹

- 尤里丹尼洛夫（ユーリ・ダニロフ）

## 中國

### 其他人物
歷史上存在的人物
- 毛澤東（Mao Zedong）

## 英屬印度
- 錢德拉·鮑斯（Subhash Chandra Bose）

## 納粹德國
- 大島浩（おおしま ひろし）
  - 日本駐德國大使。
  - 在德國機場接搭乘 A-26 來德國訪問的日本訪德使節團。之後，塞班決戰之際，大島大使向希特勒送遠東狀況電報，但是電報由英國當局所監聽，同時已告知邱吉爾了。
- 漢斯‧克魯格（Heinz Krug）
- 希特勒（Adolf Hitler）

## 大不列顛與北愛爾蘭聯合王國

### 政府領導人
- 邱吉爾（The Rt Hon Sir Winston Churchill）

- 第60ˋ62任英國首相。

### 海軍
- 喬治·克拉奇利 (George Cruchley)

## 番外篇

### 馬來的夕陽
- 冬馬

- 日英混血兒，照子唯一的兒子。

- 照子

- 湯瑪斯的夫人、冬馬的母親。

- 湯瑪斯

- 照子的丈夫、冬馬的父親。
- 新加坡被日本佔領時，在收容所時死於瘧疾。

### 不悖至誠
- 小春婆婆（こはる）

- 幹部候補生，尾栗康平放假時，外宿地方的主人。